# Aliina
La aliina es un sulfóxido que se encuentra naturalmente en el ajo fresco. Es un derivado del aminoácido cisteína. Cuando se corta o machaca el ajo fresco, este compuesto entra en contacto con la enzima aliinasa y se convierte en alicina (principal responsable del aroma del ajo).

## Bioquímica
Existen dos teorías acerca de la posible biosíntesis de la aliina: una establecida por Granroth en 1970, en el que se supone este compuesto parte de la serina, y la otra por Lancaster y Shaw en 1989, quienes proponen que la biosíntesis parte del glutatión. Aun no se ha establecido el origen biosintético del grupo alilo. Posterior a la conjugación del precursor y el sustituyente mencionados, la S-alilcisteína se oxida para dar la aliicina.

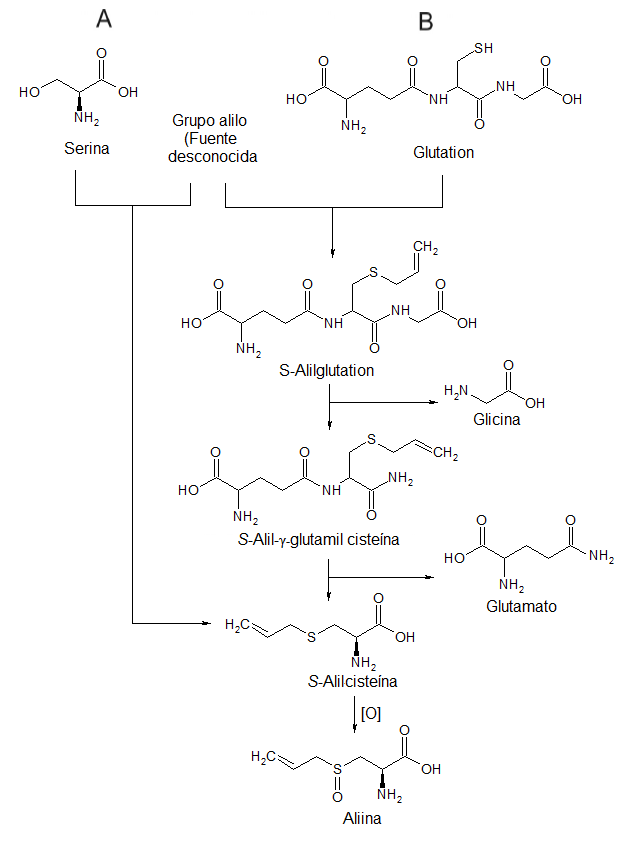
A: Teoría de Granroth. B: Teoría de Lancaster-Shaw

La cebolla (Allium cepa) y el ajo (A. sativum) y otras especies de Allium son importantes por el valor culinario de sus sabores y olores. Estos son característicos de cada especie y son creados por la transformación química de una serie de compuestos volátiles de azufre generadas por la ruptura de sulfóxidos de S-alquil y S-alquenil cisteínas. El más representativo es la aliina. Al trozar los tejidos del bulbo, se activan las enzimas alinasa (EC 4.4.1.4) y la sintasa del factor lacrimógeno (LFS). Los metabolitos secundarios de la aliina son:
- Sulfóxido de S-metil cisteína (MCSO, metiina, presente en la mayoría de las especies de Allium y en algunas brasicáceas)
- Sulfóxido de S-trans-prop-1-enil cisteína (PECSO o isoaliina; característica de la cebolla),
- Sulfóxido de S-propilcisteína (PCSO, propiina, en la cebolla y especies afines).
- Ajoenos (E y Z)
- Sulfóxido de tiopropanal
- Vinilditiinas
- Tioacroleína
- Sulfuros de alilo

Los estudios de la transformación de los intermediarios biosintéticos por marcaje, y de las mediciones de los compuestos de azufre en la cebolla y el ajo han proporcionado información para sugerir la ruta de biosíntesis.

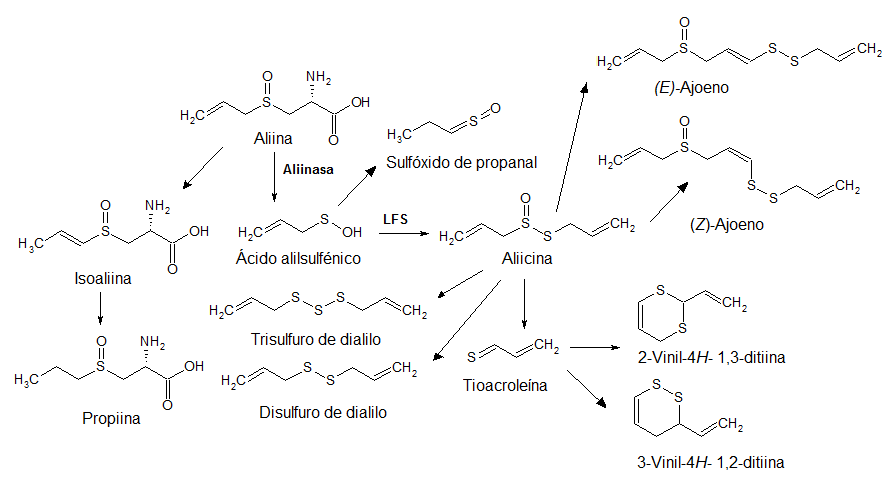
Metabolitos de la aliina